# Claude Chappe
Claude Chappe (ur. 25 grudnia 1763, zm. 23 stycznia 1805) – francuski wynalazca, który w 1792 r. zaprezentował system łączności optycznej opartej na specjalnym układzie semaforów, który wkrótce został wprowadzony w całej Francji.

## Życiorys
Chappe urodził się w Brûlon w rodzinie arystokratycznej. Przeznaczono go do stanu duchownego, jednak synekura przeznaczona dla niego została utracona w czasie rewolucji francuskiej. Razem ze swoimi czterema braćmi zdecydował się na rozwinięcie praktycznego systemu łączności, opartego na sieci stacji przekaźnikowych sygnalizujących informacje za pomocą układu semaforów, znanego dziś jako tzw. telegraf Chappe'a (podobne pomysły były znane już od starożytności jednak nie doczekały się jeszcze wówczas realizacji).
Brat Claude'a, Ignace, był deputowanym do francuskiego parlamentu rewolucyjnego. Dzięki jego znajomościom udało się zdobyć środki na uruchomienie pierwszej linii przekaźnikowej z Lille do Paryża, którą w 1792 r. przekazano pierwszą wiadomość.
W 1805 r. Chappe popełnił samobójstwo wskakując do studni na podwórzu hotelu, w którym mieszkał. Sugerowano, że był pogrążony w depresji spowodowanej chorobą oraz oskarżeniami rywali o bezprawne skopiowanie wojskowego systemu semaforów.